# 多明我会教堂和修道院 (杜布罗夫尼克)

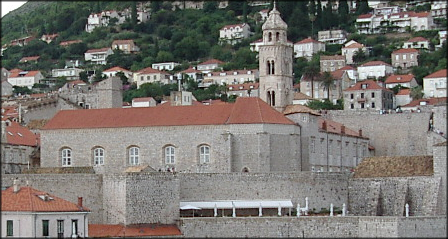
多明我会教堂和修道院

多明我会教堂和修道院是杜布罗夫尼克的一处宗教建筑群，位于旧城的东部，毗邻杜布罗夫尼克城墙。
1225年，多明我会在杜布罗夫尼克建立了修道院。它由一系列建筑组成，包括圣多明我堂（crkva sv. Dominika）、钟楼、回廊和三座修道院楼。施工开始时间尚未确定，但一些来源说明是建于13世纪。起初它位于城墙外，但由于其防御重要性，议会在1301年决定出钱出力，帮助它迁入城墙内。修道院内拥有威尼斯艺术大师保罗·韦内齐亚诺（Paolo Veneziano）的作品。修道院博物馆收藏了珍贵的手稿和 217 幅 15 世纪和 16 世纪杜布罗夫尼克画家的画作：洛夫罗·多布里切维奇（Lovro Dobričević）、米哈伊洛·哈姆齐奇（Mihajlo Hamzić）和尼古拉·博日达雷维奇（Nikola Božidarević），以及著名意大利画家提香1550年的祭坛画 “圣玛达肋纳”（sv. Magdalena）。
该堂是亚得里亚海东海岸最大的哥特式建筑之一。由米开罗佐设计。

## 历史和建筑

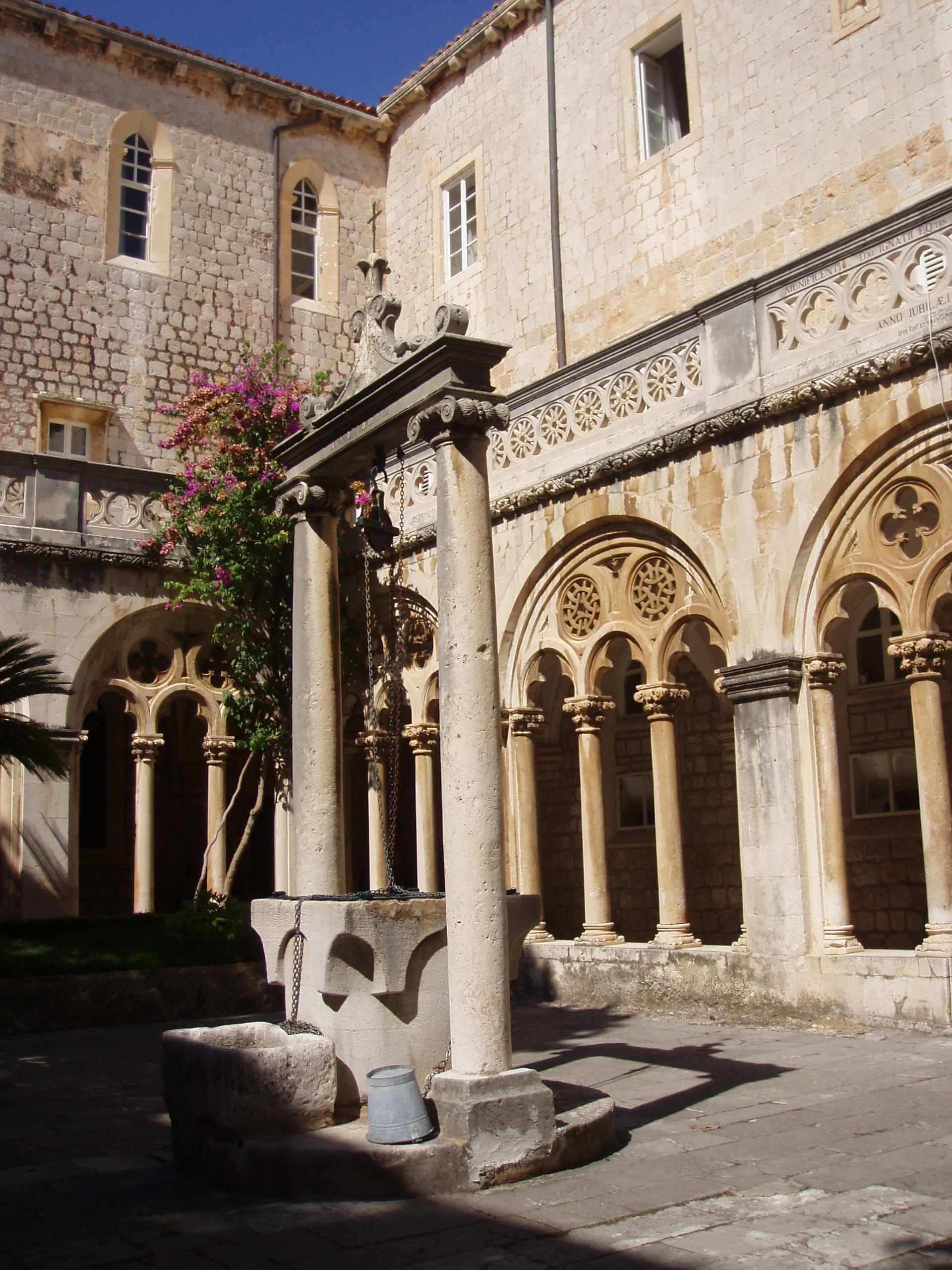

杜布罗夫尼克多明我会修道院由修士创立于1225年。如今，它沿着城墙和普洛切门（Vrata od Ploča），形成了一个建筑群，包括一座带有钟楼的大型单中殿教堂、回廊（在北侧）和周围的三座修道院楼，还有四个较小的修道院教堂，并未完全融入整体。它们是圣巴斯弟盎堂（crkva sv.Sebastijana）、圣路加堂（crkva sv.Luke）、圣母领报堂（crkva Navještenja）和玫瑰圣母堂（crkva Gospe od Rozarija）。圣巴斯弟盎堂是一座哥特式教堂，建于1466年，毗邻圣多明我堂，准确地说，是沿着它的南墙。它虽然仍然是哥特式，但却是杜布罗夫尼克第一座带有半圆形后殿的教堂。由于它的位置紧靠城门，意味着圣巴斯弟盎保护城市免受当时对欧洲人民构成巨大威胁的瘟疫。 圣路加堂、圣母领报堂和玫瑰圣母堂在空间上与修道院的中央建筑群分开，但仍然归其所有。前两座教堂位于圣多明我堂的东侧。而最后一座玫瑰圣母堂，建在圣多明我堂西立面的对面。
尽管众所周知的事实是，1282 年在今天的圣多明我修道院的遗址上，有一个带坟墓的小回廊，但是只有 1301 年 9 月才是首次记载的该修道院开始建造的日期。倡议由议会发起，命令所有居民，无论男女，都必须参与修道院的建设。虽然工程始于 14 世纪初，并且在同一世纪，修道院和教堂都已经建成，但直到15世纪中叶，在建造祭衣间、会议厅和门廊后，修道院才最终成型。

## 圣多明我堂
圣多明我堂（Crkva sv. Dominika）是亚得里亚海东部海岸地区最大的哥特式建筑之一。空间极为空旷，进深极大，（42x16x16米），加上高而光滑的中殿墙壁，和开放式木屋顶相结合，给人以宽敞和哥特式轻盈的印象。在其他一些多明我会的教堂也可以找到同样的印象。它是一座单中殿建筑，有一个长长的中殿，高高的墙壁，后面是多边形的圣所。教堂的外侧由方形扶壁分隔。尽管一些研究人员认为，由于地震和重建，原建筑的遗迹很少，但圣多明我堂基本上保持了原来的形状。 14至15 世纪立面底部的墓碑铭文、一系列由三部分组成的罗马式-哥特式盲拱廊和多边形后殿，都证明了这一点。
教堂的南立面由一个通向正门的陡峭楼梯主宰，由晚期哥特式框架大师米兰的博尼诺（Bonino da Milano）设计。 1418 年，他与杜布罗夫尼克当地的石匠一起制作了南门的外框，并在顶部制作了父神雕像。教堂西侧的第二个入口到15 世纪中叶才开放，安排了一个长长的通道坡道。

## 钟楼和回廊

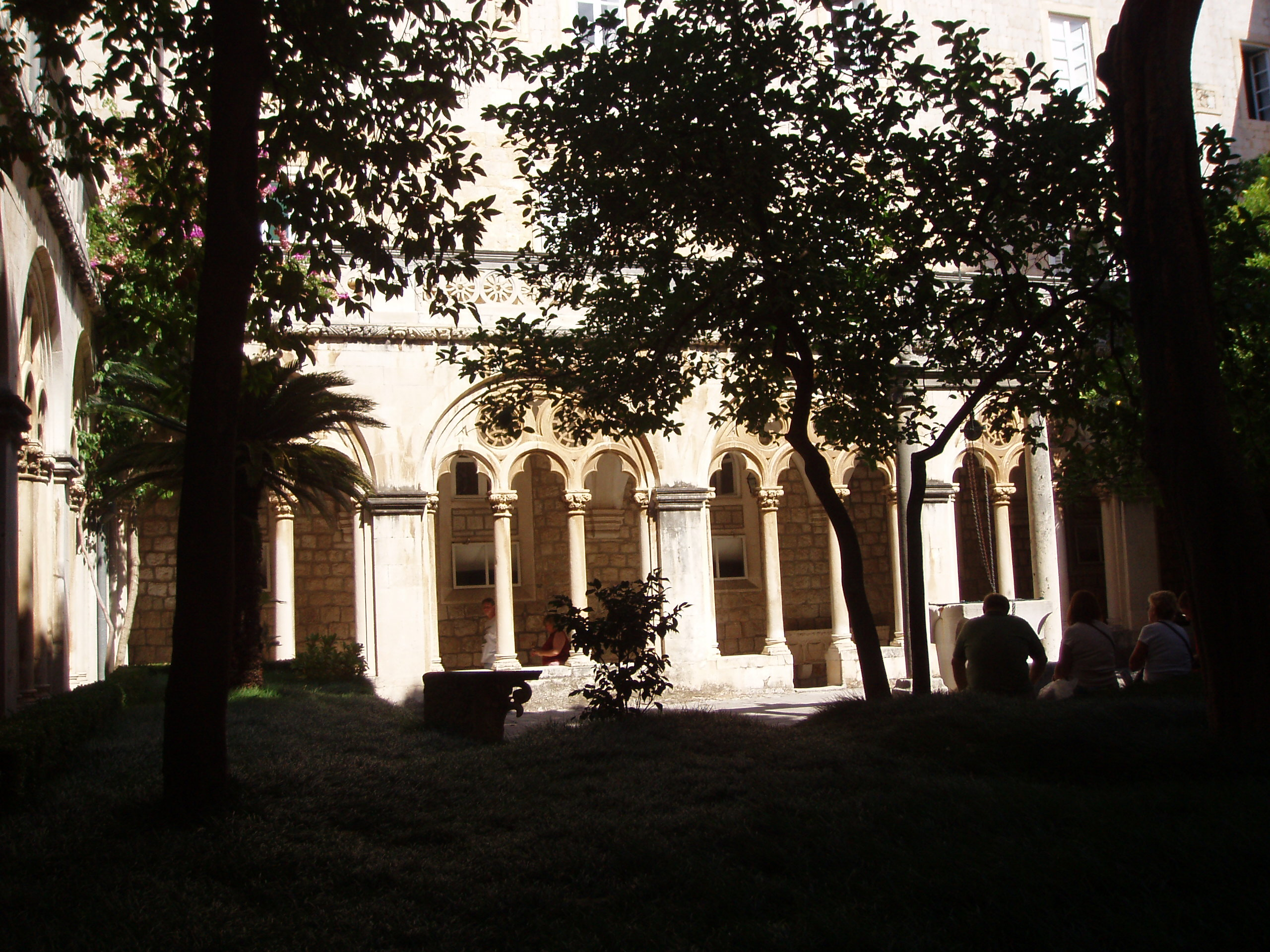
回廊

作为修道院建筑群的一部分，毗邻圣多明我堂，有一座钟楼。其南、东、北三面为城墙环绕，底层与祭衣间空间融为一体。1390年是开始施工的年份，但是到1444年钟楼仍在建设中，在1450年之前尚未完工。最终完工日期是 1531 年，在顶部放置了黄铜镀金的歌手。然而在 17 世纪和 18 世纪，它被闪电摧毁了 3 次之多，于是石匠们根据新的风格趋势，改用巴洛克时期常见的花环和蜗壳来装饰。钟楼基本为罗马式建筑，但可见哥特式和文艺复兴式，乃至巴洛克式的特征。 1979年地震后，杜布罗夫尼克地区的所有钟楼都受到了严重破坏，包括多明我会修道院的钟楼在内。九年后开始重建。
多明我会修道院的回廊，以其宽敞和美丽在杜布罗夫尼克的古迹中脱颖而出。建造回廊的想法存在于14世纪。但是，它的门廊直至1456 年至 1483 年才得以建造。此外，这个回廊被认为是杜布罗夫尼克第一个带有文艺复兴风格的宗教建筑，虽然一些细节仍然带有哥特式风格的特征。庭院中央有一口16世纪的石井。回廊由佛罗伦萨著名艺术家马索迪巴托洛梅奥（Masso di Bartolomeo）设计, 由当地工匠完成。

## 保罗·韦内齐亚诺的十架苦像

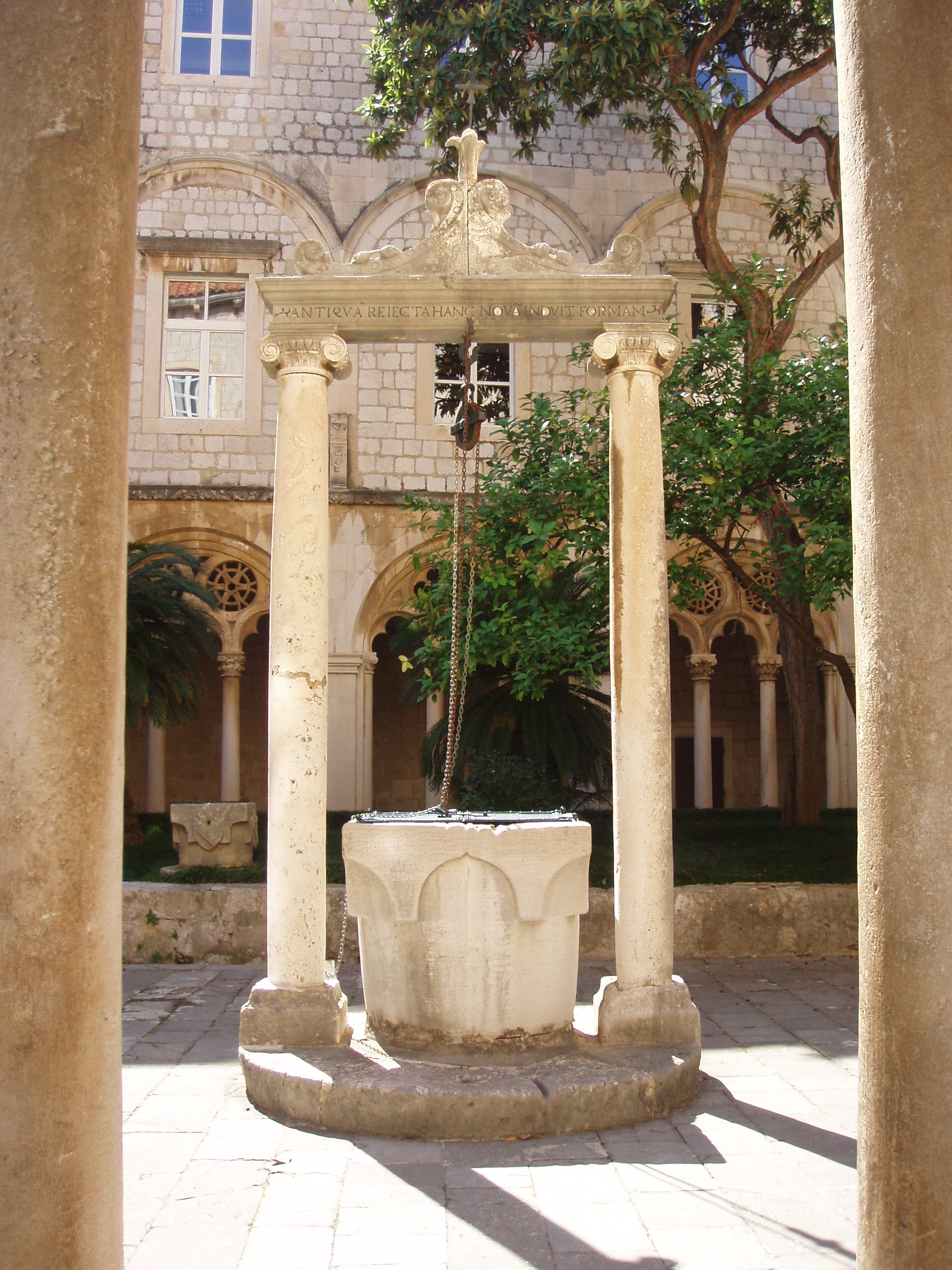

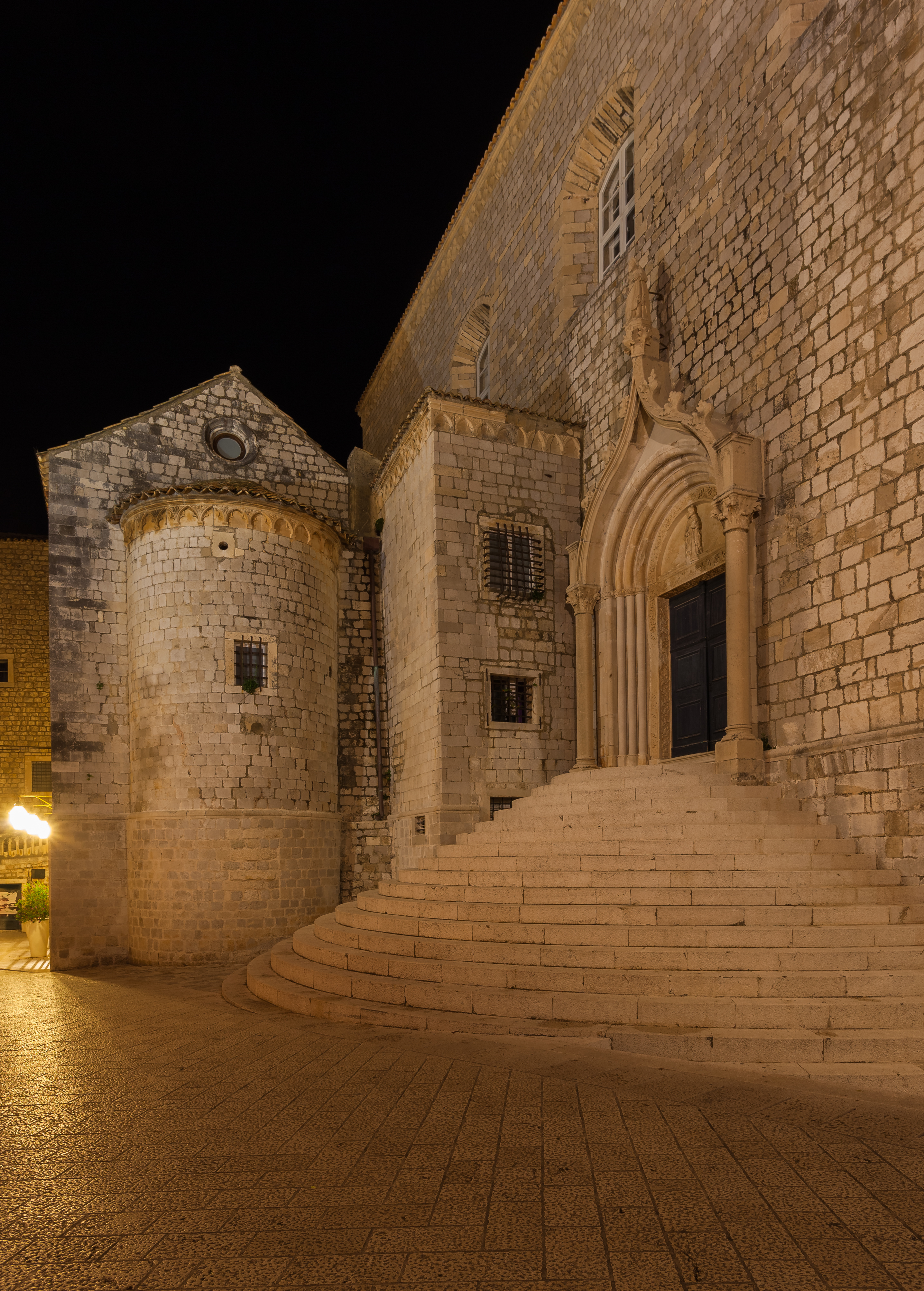

在巨大中殿的后面，位于宏伟教堂后殿的拱门中，祭坛上方是宏伟的十架苦像 ，根据格格·加穆林（Grgo Gamulin）的说法，它是威尼斯画派创始人保罗·韦内齐亚诺最宏伟的作品之一。它目前和可能是最原始的位置，遵循中世纪的惯例，十架苦像放置在祭坛上方的高处，因此代表了天主之子的牺牲，象征救赎。最有可能的是，十架苦像最初就放置在它现在的位置。中间是钉十字架的基督，而侧面是天主之母和若望。它的历史可追溯至 1350 年至 1355 年之间，据信起源于保罗·韦内齐亚诺作品的顶峰时期。这件作品无疑是克罗地亚中世纪晚期最珍贵的作品之一。